# Новоказанка (Кемеровская область)
Новоказанка — деревня в Чебулинском районе Кемеровской области. Входит в состав Верх-Чебулинского сельского поселения.

## География
Центральная часть населённого пункта расположена на высоте 160 метров над уровнем моря.

## Население
По данным Всероссийской переписи населения 2010 года, в деревне Новоказанка проживает 179 человек (93 мужчины, 86 женщин).